# 美麗鄰人
《美麗鄰人》是由關西電視台與MMJ製作，於富士電視台聯播網播出，從2011年1月11日起每週二晚間十點（日本時間）播放的電視劇。由知名女星仲間由紀惠主演，首集延長10分。
宣傳語為：「女人，就愛折磨女人。」
本劇海報由攝影師蜷川實花拍攝。

## 概要
本劇帶有懸疑色彩，是仲間由紀惠與檀麗的首次共演，這是仲間由紀惠首次主演關西電視台的作品，檀麗則是首次演出民放電視劇。
拍攝時間是2010年8月30日（開拍）～12月中旬（拍攝完畢）。

## 劇情
一位平凡的家庭主婦矢野繪里子（檀麗 飾），與丈夫、兒子每天過着平靜幸福的日子。某日，一位神秘美人梅爾沙希（仲間由紀惠 飾）搬到繪里子隔壁之後，繪里子的平靜生活開始發生了意想不到的改變。

## 演員

### 主要人物
- 沙希（筧沙希／Mayer沙希） - 仲間由紀惠（粵語配音：梁少霞）

本故事的主角。以美國丈夫在國外工作的理由，而搬到繪里子家隔壁的神祕美人。從事裝潢相關的工作(室內設計)。對人親切，不過內心卻是黑暗的，並有意企圖潛入了繪里子的幸福人生中尋求失去的幸福。但實際上他是雅彥分居中的妻子，與繪里子的家世有極相似的背景，也是在茜池溺死的隼人的母親。不僅對繪里子，還有對繪里子的朋友真由美，丈夫慎二，婆婆美津子，並不斷的破壞繪里子的人際關係。在與慎二外遇時說自己叫「繪里子」。
繪里子委託岬偵探調查，得知她，舊姓為網濱。靜岡縣清水市出身，娘家是開醫院的，父親死後，哥哥繼承醫院。並在當地的國中畢業後，在有手扶梯式的私立女子高中和大學學習。在當地有著認真的個性。在搬離矢野家隔壁後，她在某個住宅展示場工作著。
- 矢野繪里子 - 檀麗（粵語配音：許盈）

本故事的另一個主角。舊姓為瀧野。長野縣松本市出身，與丈夫還有兒子3人一起過著平凡生活的家庭主婦。雖然生活平穩但很滿足，但因沙希的出現，幸福的家庭生活產生危機。在1年前小駿失蹤的同時，得知在茜池隼人溺死的消息，有好幾次她都會夢到孩子溺水而死的噩夢。也是鎮上的河流施放螢火蟲的「螢火蟲集會」的成員，還不定時的寫著「繪里子日記」。娘家是在長野開醫院的，目前由哥哥繼承。從偵探那裡得知沙希的經歷後，發現他們倆有著相似的背景。在最終話與家人一起搬家。

### 矢野家
- 矢野慎二 - 渡部篤郎（粵語配音：張炳強）

繪里子的丈夫，是在家電『愛奈克斯電器產業』裡工作的員工。本來是在東京分公司工作，不過卻被調到大阪工作。有著丈夫的想法，也很照顧部下。從來沒有想要出軌，不過自從在酒吧上遇見神秘女子沙希後，開始和沙希有了外遇。
- 矢野駿 - 青山和也（粵語配音：黃淑芬）

繪里子與慎二的獨生子，敏郎與美津子的孫子。上「若葉幼稚園」的大班。還有上游泳學校。非常怕生，初次與沙希見面時非常怕她，但之後漸漸的喜歡上沙希了。
- 矢野敏郎 - 左右田一平（粵語配音：盧國權）

繪里子的公公，慎二的父親，美津子的丈夫也是小駿的爺爺。
- 矢野美津子 - 草笛光子（粵語配音：蔡惠萍）

繪里子的婆婆，慎二的母親，敏郎的妻子也是小駿的奶奶。因為繪里子要與孫子一起搬到大阪而感到寂寞。因病住進了醫院。

### 相田家
- 相田真由美 - 三浦理恵子（粵語配音：鄭麗麗）

和史的妻子（實際上是與和史再婚）。住在繪里子家附近的朋友
- 相田和史 - 森山榮治（粵語配音：陳廷軒）

真由美的丈夫。經營『米奇』咖啡廰。
- 相田未央 - 谷花音（粵語配音：劉惠雲）

真由美與和史的獨生女。上「若葉幼稚園」大班，與小駿關係良好。並不斷的接近感覺很容易相處的沙希。

### 關家
- 關加奈 - 鈴木砂羽（第1・5・6・9・最終話）（粵語配音：程文意）

以前住在繪里子家的隔壁生活著，但是為了照顧公公而搬到大阪。偶然在大阪與彰宏一起現場目擊到慎二與沙希在一起，此外她還擔心繪里子與真由美的關係不好了。
- 關彰宏 - 小林正寬（第1・5・9話）（粵語配音：劉昭文）

加奈的丈夫。因為要照顧父親，而回到大阪的娘家。偶然在大阪與加奈一起現場目擊到慎二與沙希在一起，也很擔心繪里子與慎二。

### 瀧野家
- 瀧野紀子 - 高林由紀子（第8・9話）（粵語配音：袁淑珍）

繪里子的母親。小駿的外婆。
- 瀧野克也 - 光石研（第8・9話）（粵語配音：李錦綸）

繪里子的哥哥。小駿的舅舅。
- 瀧野由利 - 辻忍（第8・9話）（粵語配音：劉惠雲）

克也的妻子。小駿的舅媽。
- 老奶奶 - 小野敦子（第8話）（粵語配音：黃鳳英）

在瀧野家前打掃的繪里子遇到的老奶奶，看到繪里子回老家來，她和繪里子打了招呼。

### 愛奈克斯電器產業
- 真下亞美 - 藤井美菜（粵語配音：陳凱婷）

在大阪總公司工作。是慎二部下的粉領族。對慎二十分渴望。對繪里子時分嫉妒，打過無聲電話還有「去死」的留言，還有像溝田告發的郵件，並在白紙上留下要前往美國的話。
- 石森 - 神保悟志（第1・3話） （粵語配音：李錦綸）

在東京分公司工作，慎二的同事。
- 溝田 - 名高達男（第8・9話）（粵語配音：林保全）

常務。希望以美國新設的子公司引誘著慎二，但經過告發郵件調查後，就當作沒說過。

### 其他
- 筧雅彦 - 高知東生（第2.6.7話）（粵語配音：林保全）

繪里子在茜池遇到的男性。1年前兒子隼人死亡。
- 筧隼人 - 瀧田匠

雅彥與沙希的兒子。1年前在茜池溺死。
- 松井理生 - 南圭介（粵語配音：巫哲棋）

被相田夫婦雇用經營的咖啡廳「米奇」的服務生。沉默寡言難以親近，出身不詳。1年前幫助了在樹上無法下來的小駿，之後小駿為了感謝他而對他非常的親近。知道些神秘女子沙希的過去（在理生回想的場面有登場過），對沙希顯露出愁雲慘霧的表情。
- 廣瀨浩太 - 佐佐木大介（粵語配音：陳卓智→李凱傑）

「螢火蟲集會」的成員裡的大學生。同時也是小駿上游泳學校的教練。
- 中牟田肇 - 武野功雄（粵語配音：陳卓智→劉昭文）

「螢火蟲集會」的老師。
- 鳥飼 - 佐野圭亮（粵語配音：陳卓智）

慎二在大阪的宗右衛門町的酒吧「NEST」的老闆。
- 淺木比呂 - 馬淵譽（第3・4話）（粵語配音：程文意）

新的游泳學校的學生。假意和小駿做朋友，但卻欺負著小駿，不過在被沙希威脅後，已經退出游泳學校了。
- 岬 - 堀部圭亮（最終話）（粵語配音：李錦綸）

繪里子委託尋找沙希住的地方的偵探。

## 工作人員
- 劇本：神山由美子
- 配樂：池頼広
- 製作人：豊福陽子（關西電視台）、遠田孝一（MMJ）、浅井千瑞（MMJ）
- 導演：今井和久、小松隆志、星野和成
- 海報・宣傳片拍攝：蜷川實花
- 制作：關西電視台・MMJ

## 音樂
- 主題曲：東方神起「Why? (Keep Your Head Down)」

## 收视率
| 集數                                                    | 播出日期      | 日文標題               | 中文標題                   | 導演     | 收視率 |
| ------------------------------------------------------- | ------------- | ---------------------- | -------------------------- | -------- | ------ |
| 第1話                                                   | 2011年1月11日 | 苦しむ女、苦しめる女   | 受折磨的女人、折磨人的女人 | 今井和久 | 14.3%  |
| 第2話                                                   | 2011年1月18日 | 幸福を壊す女           | 破壞幸福的女人             | 今井和久 | 15.0%  |
| 第3話                                                   | 2011年1月25日 | 隣の女の正体           | 鄰居的女人的真面目         | 小松隆志 | 9.8%   |
| 第4話                                                   | 2011年2月1日  | 満足できない女         | 無法滿足的女人             | 小松隆志 | 10.9%  |
| 第5話                                                   | 2011年2月8日  | 絶体絶命               | 窮途末路                   | 今井和久 | 12.2%  |
| 第6話                                                   | 2011年2月15日 | 地獄の快気祝い         | 地獄的康復慶祝會           | 小松隆志 | 12.7%  |
| 第7話                                                   | 2011年2月22日 | 夫を誘惑した本当の理由 | 誘惑丈夫的真正理由         | 小松隆志 | 13.8%  |
| 第8話                                                   | 2011年3月1日  | 反撃の瞬間（とき）     | 反擊的瞬間                 | 星野和成 | 12.0%  |
| 第9話                                                   | 2011年3月8日  | 零れたミルク           | 打翻的牛奶                 | 今井和久 | 13.6%  |
| 最終話                                                  | 2011年3月15日 | 勝つ女                 | 勝利的女人                 | 今井和久 | 14.6%  |
| 平均收視率13.0%（收視率關東地區・ビデオリサーチ社調べ） |               |                        |                            |          |        |

- 註1：日本關西地區首集、第7集、第9集收視率分別為17.7%、17.4%、18.0%。最終話收視率為18.7%，是全劇十集中最高。
- 註2：第3話同時段亞洲盃足球準決賽日本對韓國，收視35.1%。

最終話22:00 - 22:35－13.5%（35分鐘），22:50 - 23:21－16.1%（31分鐘），23:24-23:27－14.9%（3分鐘），加重後為14.6%

## 相關連結
- 美麗鄰人日本官網

## 作品的變遷
| 日本 富士電視台 星期二 22:00至22:54                    | 日本 富士電視台 星期二 22:00至22:54  | 日本 富士電視台 星期二 22:00至22:54 |
| ------------------------------------------------------ | ------------------------------------ | ----------------------------------- |
|                                                        | 美麗鄰人 （2011.01.11 - 2011.03.15） |                                     |
| Guilty～與惡魔訂契約的女人 （2010.10.12 - 2010.12.21） | GOODLIFE （2011.04.19 - 2011.06.28） |                                     |

| 新加坡 新傳媒U頻道 星期五 23:30至00:30 | 新加坡 新傳媒U頻道 星期五 23:30至00:30 | 新加坡 新傳媒U頻道 星期五 23:30至00:30 |
| -------------------------------------- | -------------------------------------- | -------------------------------------- |
|                                        | 美麗鄰人 （2011.03.04 - 2011.05.06）   |                                        |
| —                                      | 侦探伽利略 （2011.5.13 - 2011.7.15）   |                                        |

| 香港 無綫劇集台 星期日17:30-19:15                                            | 香港 無綫劇集台 星期日17:30-19:15    | 香港 無綫劇集台 星期日17:30-19:15            |
| ---------------------------------------------------------------------------- | ------------------------------------ | -------------------------------------------- |
|                                                                              | （2011.03.06 - 2011.04.03）          |                                              |
| 奇幻世紀 - 枷鎖 （2011.02.27）                                               | 自戀刑警 （2011.04.10 - 2011.05.15） |                                              |
| 香港 無綫電視高清翡翠台 星期六午夜連續劇                                     |                                      |                                              |
| 仁醫 （2011.12.17 - 2012.01.28） 仁醫2 （2012.02.04 - 2012.03.17）           | （2012.03.24 - 2012.05.26）          | 橫山秀夫謎之劇場 （2012.06.02 - 2012.06.30） |
| 香港 無綫電視翡翠台 星期一 凌晨劇集時段 （每次播映兩集）                     |                                      |                                              |
| 任俠「耆」兵 （2012.12.24 - 2013.01.28） 任俠「耆」兵再現江湖 （2013.02.04） | （2013.02.18 - 2013.03.18）          | 魔女的契約 （2013.04.08 - 2013.05.13）       |

| 臺灣 緯來日本台 週一到週五晚上9點.11點                   | 臺灣 緯來日本台 週一到週五晚上9點.11點 | 臺灣 緯來日本台 週一到週五晚上9點.11點 |
| -------------------------------------------------------- | -------------------------------------- | -------------------------------------- |
|                                                          | （2011.03.14 - 2011.03.25）            |                                        |
| 白色榮光2 （染血將軍的凱旋） （2011.02.24 - 2011.03.11） | 靈媒好神 （2011.03.28 - 2011.04.07）   |                                        |